# Tramvajová trať Karviná, nádraží – Karviná, sídliště
Tramvajová trať Karviná, nádraží – Karviná, sídliště byla úzkorozchodná dráha provozovaná mezi lety 1912 a 1962 v rámci systému příměstských drah na Ostravsku.

## Historický vývoj
Jednokolejnou trať o délce 3,9 km se čtyřmi výhybnami mezi tehdejším nádražím v Karviné a centrem Fryštátu (dnes Masarykovo náměstí) postavily Slezské zemské dráhy (SZD; od roku 1928 Moravskoslezské zemské dráhy, MSZD). Jednalo se o druhou úzkorozchodnou trať SZD, zprovozněna byla 4. října 1912. Dne 9. března 1918 vyjely tramvaje naposledy na koncový úsek u karvinského nádraží (u staniční budovy místní dráhy z Petrovic), nově byla trať o délce 0,5 km od 10. března toho roku vedena podjezdem pod Košicko-bohumínskou dráhou k nádražní budově, kde také vzniklo přestupní místo s dráhou do Ostravy. Kolejové spojení mezi nimi ale vzniklo až na konci roku 1938 v důsledku zabrání Těšínska Polskem. Celá fryštátská trať tehdy připadla polskému podniku Śląskie kolejki krajowe, který byl v září 1939, po obsazení Polska Německem, přejmenován na Teschener Kreisbahn. Polská armáda nicméně při ústupu zničila mosty přes Stonávku a Olši, takže zpočátku byl provoz zajišťován pouze kyvadlově na dvou oddělených úsecích od nádraží a z Fryštátu. Mosty byly postupně nahrazeny dřevěnými provizorii. Provoz na trati byl zastaven při osvobozování Československa v dubnu 1945. Obnovován byl Zemskými drahami (přejmenované MSZD) postupně, po celé trati jezdily vozy až od 25. října 1945, kdy byl povolen provoz na dalším dřevěném provizorním mostu přes Olši. Nový definitivní dřevěný most byl postaven v roce 1949.
Společnost Zemské dráhy byla 1. října 1949 začleněna do nově vzniklých Dopravních podniků města Ostravy (později Dopravní podnik města Ostravy), které tak převzaly i provoz na fryštátské trati. V roce 1950 byl upraven prostor před karvinským nádražím tak, že původně dvě samostatná kolejiště dvou samostatných drah byla přestavěna do společné dvojvýhybny, která byla k prozatímnímu užívání dána 27. prosince toho roku. Dne 31. prosince 1950 naposledy jezdily vlaky na koncovém úseku na dnešní Masarykovo náměstí v Karviné 1 (bývalém Fryštátě). Pro zajištění dopravní obsluhy nového sídliště (dnes místní část Nové Město) byla totiž vystavěna nová trať, jejíž první úsek o délce 0,5 km do výhybny Karviná 1, ONP (později OÚNZ) byl uveden do provozu 1. ledna 1951. Zbytek dráhy s délkou 1,5 km do koncové smyčky Karviná, Stalingrad (později Karviná, sídliště) byl zprovozněn 1. května 1953. Jednalo o poslední postavenou trať v systému příměstských úzkorozchodných drah na Ostravsku, její stavba byla zahájena ve druhé polovině roku 1952.
Téměř celá trať byla zrušena v roce 1961, jejím zrušením také začala systematická likvidace systému příměstských drah na Ostravsku. Nejprve byl zastaven provoz v úseku Karviná 1, OÚNZ – Karviná, sídliště, kam tramvajové vozy naposled jezdily 29. května 1961. Posledním provozním dnem na zbytku dráhy mezi zastávkami Karviná 2, U haldy (důl ČSA) a Karviná 1, OÚNZ byl 31. květen 1961. Jako jediný zůstal zachovaný krátký koncový úsek Karviná 2, nádraží – Karviná 2, U haldy, který spojoval bývalou Místní dráhu Ostrava – Karviná (MDOK) se sítí bývalých SZD. I zde ale byl 17. prosince 1962 vypraven poslední vlak, od té doby končily tramvaje z Orlové a Bohumína v zastávce U haldy.

## Popis tratě
Po výjezdu ze starého karvinského nádraží se dráha dostala podjezdem pod železniční tratí k dnešní silnici I/59. Zde se nacházel kolejový trojúhelník, odpojovala se zde trať do Orlové a Bohumína. Původní koncový úsek ke karvinskému nádraží rovněž začínal zde a vedl podél železnice ke staniční budově místní dráhy Petrovice – Karviná. Trať do Fryštátu vedla souběžně se silnicí I/59 a pokračovala přemostěním přes řeku Olši do centra města. Přibližně v místě dnešní hasičské zbrojnice v ulici Ostravské se nacházela vozovna. Na křižovatce u zimního stadionu (ulice Ostravská × Svatopluka Čecha × třída 17. listopadu) zabočila trať doprava a do roku 1950 vedla stoupáním Hrnčířskou ulicí na dnešní Masarykovo náměstí. Sklon zde dosahoval až 82,6 ‰, což byla největší hodnota v systému příměstských drah na Ostravsku. Od 1. ledna 1951 vedla trať od zimního stadionu ulicí Karola Sliwky ke křižovatce s ulicí Poštovní, čímž se vyhnula historickému centru Fryštátu. Po prodloužení v roce 1953 zabočila doleva na ulici Poštovní a pokračovala po dnešních ulicích Rudé armády a Palackého. Odtud vedla v trase současného asfaltového chodníku k ulici Tovární, pokračovala přes prostor zastavěný v 80. letech 20. století panelovými domy k ulici Závodní a dále v trase chodníku podél ulice Jaroslava Vrchlického a Sportovní až do parčíku před sportovním areálem (před sídlo bývalého okresního úřadu), kde se nacházela smyčka.

## Linkové vedení
Od dokončení sítě SZD v roce 1914 jezdily na trati Karviná, nádraží – Fryštát vozy linky Bohumín, nádraží – Orlová, Kopaniny – Karviná, nádraží – Fryštát. Fryštácká trať byla jedním z nejvytíženějších úseků SZD, za první republiky tu v pracovní dny jezdilo denně až 30 párů vlaků, v roce 1947 až 39 párů vlaků. Jízdní doba od nádraží na náměstí činila po celou dobu existence trati 14 minut. Od 29. května 1952 získala linka Bohumín – Orlová – Karviná číslo 15, přičemž již od 18. května toho roku byla část spojů ukončena u nádraží. Zřejmě od konce 50. let 20. století byly u nádraží ukončeny všechny spoje.
Dne 18. května 1952 byla linka Ostrava – Orlová – Karviná 2, nádraží (bývalá MDOK) prodloužena do města do zastávky Karviná 1, ONP, kam byla vedena část spojů. Od 29. května 1952 byla označena číslem 11. V roce 1953 byla prodloužena o úsek Karviná 1, OÚNZ – Karviná, Stalingrad. S ukončením provozu byla od 30. května 1961 zkrácena zpět k OÚNZ a od 1. června 1962 ke karvinskému nádraží.

## Infrastruktura
Jednalo se o jednokolejnou elektrifikovanou dráhu s rozchodem kolejí 760 mm. Provozní napětí činilo 900 V stejnosměrně, napájení zajišťovala měnírna v areálu jámy Jan (později důl ČSA). Ta byla roku 1951 provizorně přestěhována do dolu E. Beneš, přičemž v letech 1952–1953 byla postavena zcela nová měnírna U haldy, která fungovala do roku 1964, kdy byla zrušena přilehlá trať do Orlové.
Vozovna Fryštát (později Karviná 1) se nacházela v místě dnešní hasičské zbrojnice v ulici Ostravská. Stavebně dokončena byla 18. září 1912, na trať byla napojena zpětnou pravou výhybkou z objízdné koleje výhybny Vozovna. Jednalo se o menší dvojkolejnou vozovnu se čtyřmi krytými stáními, která byla postavena jako částečně hrázděná, částečně zděná a částečně dřevěná. Dne 31. ledna 1920 vyhořela a během roku 1921 zde byla postavena nová celozděná vozovna stejného rozsahu. Ta fungovala až do roku 1961, kdy byla i s tratí zrušena.